# 黄仲训
黄仲训（白話字：N̂g Tiōng-sùn，1876年4月4日—1953年9月29日）法国籍华侨商人，祖籍福建南安，生于越南西贡並长于厦门禾山。

## 生平
黄仲训出生在法属交趾支那西贡市，早年迁居厦门禾山文灶村。清末，黄仲训于光绪二十四年（1898年）考中秀才，3年后赴越南继承并扩展其父黄文华的庞大地产业务，成为华侨中的房地产巨头。
民国2年（1913年），黄仲训赴鼓浪屿经营房地产生意，民国7年（1918年），黄仲训在日光岩下为自己建造了鼓浪屿上的一幢别墅——瞰青别墅，后并购了菲律宾华侨施光从手下的黄荣远堂，带头捐资倡办福善医院（又名中华第三医院）。第一次世界大战爆发后，黄仲训急回越南处理商务。
1920年代初，黄仲训再返厦门，向鼓浪屿黄姓族人收买日光岩下大片坡地，兴建了西林别墅，并将郑成功的龙头山寨、水操台等遗址圈入别墅内，此举后来一度引发鼓浪屿居民的公愤，经过地方名绅的斡旋，黄仲训最终献出别墅部分区域提供公共游览才得以平息了事态。黄仲训还投资120万银元在厦鼓兴建楼房，并参加了自来水公司的股份。抗日战争爆发后，他携眷返回越南。民国31年（1942年），黄仲训被日军逮捕并遭受酷刑，释放后不久便去世。也有说法称黄仲训去世于1953年9月。

## 家庭
黄仲训的父亲是黄秀荣（部分文献误作黄文华），出生于福建南安，后赴越南做贷款生意，曾因善举获得法国商人的回报，使得黄家在越南的地产价值暴涨，积累了巨额财富，为黄家的雄厚财富实力打下了基础，于1901年去世。兄长黄伯图，早逝于越南，三弟黄仲讚，四弟黄仲评。其子黄文华继承黄仲训的基业继续经商:2080，孙女黄园镜（也作黄元镜）。